# NGC 27
NGC 27 este o galaxie spirală localizată în constelația Andromeda. A fost descoperită în 3 august 1884 de către Lewis Swift.